# 小出三尹
小出 三尹（こいで みつただ/みつまさ）は、江戸時代前期の大名。和泉陶器藩初代藩主。秀家流小出家2代当主。三尹の「三」は石田三成からの偏諱ともされる。

## 略歴
天正17年（1589年）、小出秀政（和泉岸和田藩主）の四男として、丹波国で生まれた。秀政の正室は、豊臣秀吉の母なか（大政所）の妹・栄松院であるが、三尹の母は側室のため、秀吉と血のつながりはない。
はじめ豊臣秀吉に仕え、秀吉馬廻を勤めた。慶長5年（1600年）の関ヶ原の戦いでは父や兄と同じ西軍に属し、『武家事紀』などによれば、吉政の養子の木下俊定らと大津城の戦いに参加し、少年ながら砲を操作していて敵弾で負傷した。親子共々処分されても仕方がない状況であったが、兄の秀家が一人東軍に属して各所で戦功を挙げたため、その功により小出家は皆助命されて所領もそのままとなった。
慶長8年（1603年）、兄秀家が死去したため、その養子となって家督を継ぎ、豊臣秀頼に仕えた。同年、徳川家康の推挙により、従五位下に叙される。
慶長9年（1604年）の父・秀政の死より、遺領の一部が与えられることになって、甥の吉英の領地であった和泉国大鳥郡、河内国錦部郡、摂津国西成郡、但馬国気多郡、美含郡の5郡において、併せて1万石を分与されて大名となり、和泉陶器藩の初代藩主となった。なお、秀家より相続した旧領2000石はこの時に召しあげられた。
慶長14年（1609年）、江戸に出て、将軍徳川秀忠に伺候する。
慶長19年（1614年）からの2度の大坂の陣に徳川方として参加した。
寛永10年（1633年）、永井監物白元、乗山内匠一直らと尾張で奉行を務め、同12年には遠江でも奉行を務めた。また寛永11年（1634年）の将軍徳川家光の上洛に供奉した。寛永17年（1640年）の池田輝澄改易の際の上使を務めるなどに功績があった。
寛永19年（1642年）4月29日、播磨国山崎で死去した。享年54。跡を長男の有棟が継いだ。